# Yu Sun-bok
Yu Sun-bok (kor. 유순복; ur. 2 sierpnia 1970) – północnokoreańska tenisistka stołowa, brązowa medalistka igrzysk olimpijskich z Barcelony (1992).

## Kariera
W 1990 roku na igrzyskach azjatyckich w Pekinie zdobyła brązowy medal w deblu. Rok później występując we wspólnej drużynie zjednoczonej Korei zdobyła złoty medal. W 1993 roku zdobyła srebrny medal na mistrzostwach świata w Göteborgu drużynowo oraz brązowy w grze mieszanej.